# Oroukayo
Oroukayo ist ein Arrondissement im Département Atakora in Benin. Es ist eine Verwaltungseinheit, die der Gerichtsbarkeit der Kommune Kouandé untersteht. Gemäß der Volkszählung von 2013 hatte Oroukayo 21.290 Einwohner, davon waren 10.587 männlich und 10.703 weiblich.